# Congrégation religieuse en droit français
Pour les articles homonymes, voir congrégation.
 (novembre 2019).
Si vous disposez d'ouvrages ou d'articles de référence ou si vous connaissez des sites web de qualité traitant du thème abordé ici, merci de compléter l'article en donnant les références utiles à sa vérifiabilité et en les liant à la section « Notes et références ».
En droit français, une congrégation religieuse est un groupe de personnes vivant en communauté pour des motifs religieux. L'expression est empruntée au vocabulaire de l'Église catholique mais elle peut s'appliquer à toute religion ou confession.

## Historique
Déjà sous l'Ancien Régime, les autorités politiques avaient manifesté une certaine méfiance à l'égard des congrégations et avaient cherché à les réformer, notamment par la création de la Commission des réguliers. L'Assemblée nationale constituante, par le décret du 13 février 1790, a interdit les vœux monastiques et supprimé les ordres religieux réguliers, hors ceux chargés de l’éducation publique et des maisons de charité. L'Assemblée nationale législative, par le décret du 18 août 1792, supprima les congrégations séculières principalement enseignantes et hospitalières et l’article 11 de la loi du 18 germinal an X (8 avril 1802) confirma cette suppression.
Les décrets du 3 messidor an XII (22 juin 1804) prononcèrent la dissolution de certaines congrégations et décidèrent qu’ « aucune agrégation ou association d’hommes ou de femmes ne pourra se former à l’avenir, sous prétexte de religion, à moins qu’elle n’ait été formellement autorisée par un décret impérial », ce qui, de fait, permet le retour de congrégations.
Sous la Restauration, régime pourtant en principe favorable à la religion catholique, la législation élaborée demeure assez restrictive. La loi du 2 janvier 1817 impose la reconnaissance des congrégations existantes par une loi et les autorise à acquérir des biens immeubles ainsi qu'à recevoir des dons et legs. La loi du 24 mai 1825 sur les congrégations de femmes, permet la constitution de nouvelles congrégations par une loi alors que les communautés déjà existantes sont autorisées par simple ordonnance royale.
Sous la Troisième République, le mouvement anticlérical s'en prend aux congrégations avec vigueur. Le 29 mars 1880, le président du Conseil Charles de Freycinet promulgue deux décrets sur proposition de Jules Ferry, ministre de l’Instruction publique, le premier pour expulser de France les jésuites et le second pour imposer aux autres congrégations non autorisées de se mettre en règle dans un délai de trois mois, sous peine de dissolution et de dispersion. À l’issue du court délai, les congrégations non autorisées (franciscains, dominicains, assomptionnistes…) sont expulsées.

## Vers la situation actuelle

### Loi de 1901
Le texte fondateur établissant le régime des congrégations est la loi du 1er juillet 1901. Toutefois, contrairement aux « associations loi de 1901 », les congrégations relèvent d'un régime d'exception décrit au titre III de la loi :
— « Aucune congrégation religieuse ne peut se former sans une autorisation donnée par une loi qui déterminera les conditions de son fonctionnement. Elle ne pourra fonder aucun nouvel établissement qu’en vertu d’un décret rendu en Conseil d'État. La dissolution de la congrégation ou la fermeture de tout établissement pourront être prononcées par décret rendu en conseil des ministres. » (art.13)
— Les membres d’une congrégation non autorisée sont interdits d’enseigner ou de diriger un établissement d’enseignement. (art.14)
— La liste des membres et les comptes et l’inventaire de la congrégation sont à la disposition du préfet. (art.15)
— « Toute congrégation formée sans autorisation sera déclarée illicite… » (art.16), ("le délit de congrégation");
— « Les congrégations existantes au moment de la présente loi, qui n’auraient pas été antérieurement autorisées ou reconnues, devront dans un délai de trois mois, justifier qu’elles ont fait les diligences nécessaires pour se conformer à ces prescriptions. À défaut de cette justification, elles seront réputées dissoutes de plein droit ; il en sera de même des congrégations auxquelles l’autorisation aura été refusée… » (art.18)
La loi du 1er juillet est accompagnée d'un arrêté ministériel concernant la manière de formuler les demandes d'autorisation. À l'appui de leur requête, les congrégations doivent fournir leurs statuts (c'est-à-dire leurs règles ou leurs constitutions), avec un état de leurs biens et un état de leurs membres (art. 2). En outre, les statuts doivent contenir l'engagement de se soumettre à la juridiction de l'ordinaire du lieu (art. 3). Enfin ces statuts doivent être expressément approuvés par l'évêque de chaque diocèse où se trouvent des établissements de la congrégation (art. 4).

### Mise en œuvre
Sur demande du gouvernement d’Émile Combes, les députés refusent la quasi-totalité des demandes d’autorisation ou de confirmation formulées par les congrégations. Ces décisions jumelées aux effets de la loi du 7 juillet 1904 qui supprime les congrégations enseignantes, même celles antérieurement autorisées, entraînent le départ ou l’expulsion de France des congrégations.

## Évolution
Les lois du 3 septembre 1940 et du 8 avril 1942, confirmées à la Libération, abrogent la loi du 7 juillet 1904 et assouplissent les dispositions du titre III de la loi du 1er juillet 1901 en modifiant l’article 13 et abrogeant les articles 14 et 16.
La fondation d'une congrégation n'est plus soumise à une autorisation au niveau d'une loi, mais à celui d'un décret pris après avis conforme du Conseil d'État :

« Toute congrégation religieuse peut obtenir la reconnaissance légale par décret rendu sur avis conforme du Conseil d'État ; les dispositions relatives aux congrégations antérieurement autorisées leur sont applicables.
La reconnaissance légale pourra être accordée à tout nouvel établissement congréganiste en vertu d'un décret en Conseil d'État.
La dissolution de la congrégation ou la suppression de tout établissement ne peut être prononcée que par décret sur avis conforme du Conseil d'État. »

— Article 13 de la loi du 1er juillet 1901 (version en vigueur en 2010).
Dans le cadre du régime de la « reconnaissance légale », la constitution d'une congrégation est soumise à des conditions particulièrement strictes, de même que la teneur de ses statuts. Ainsi le Conseil d'État continue d'interdire aux congrégations de mentionner dans les statuts qu’elles doivent joindre à une demande de reconnaissance, les vœux « solennels », « perpétuels » ou « définitifs » de leurs membres. Une fois constituées, les congrégations subissent un contrôle rigoureux de la part des autorités publiques portant sur leur fonctionnement.[réf. nécessaire]
Pour les congrégations qui refusent le régime de la « reconnaissance légale », la seule alternative est l' « association de fait ». C'est la solution retenue par la Congrégation de Solesmes. Dans ce cas, la congrégation n'a pas de personnalité morale. Elle ne peut signer aucun contrat au nom de l'abbaye, ni être propriétaire de ses propres bâtiments, ni recevoir des dons ou des legs, ouvrir un compte bancaire, obtenir une carte grise…
Prévues à l'origine pour les communautés catholiques, les dispositions des textes sur les congrégations ont été appliquées à des communautés protestantes, orthodoxes, œcuméniques et bouddhistes.
En France, d'après l'Union Bouddhiste de France, treize organisations bouddhistes sont reconnues comme congrégations religieuses.

## Critique
Dans la Revue du droit public et de la science politique en France et à l'étranger, Vincent Cador et Grégor Puppinck (juriste et essayiste) ont publié en janvier 2018 un article de doctrine en droit public intitulé « De la conventionnalité du régime français des congrégations » dans lequel ils concluent qu'il serait sage et opportun de faire évoluer en douceur le régime français des congrégations religieuses, sans attendre une éventuelle condamnation de la Cour européenne des droits de l'homme (la CEDH).
Tout d'abord, les auteurs analysent la législation française sur les congrégations comme une ingérence dans les droits à la liberté de religion et à la liberté d'association. Contrairement aux associations de droit commun qui sont tenues à une simple déclaration, l'octroi de la personnalité juridique est pour les congrégations subordonné à un décret après avis conforme du Conseil d’État.
Ensuite, les auteurs se demandent si une telle ingérence poursuit un ou plusieurs buts légitimes, au sens des articles 9 et 11 de la Convention européenne. Le gouvernement français, en soumettant les congrégations à un régime dérogatoire, semble considérer qu'elles seraient par elles-mêmes une menace pour la sécurité publique, l'ordre, la santé et la moralité publics ou pour les droits et libertés d'autrui. Or, il semble en réalité que les restrictions imposées aux congrégations, plutôt que de répondre à des objectifs légitimes, découlent du positionnement religieux des gouvernements anticléricaux du début du XXe siècle.
Enfin, à supposer même que l'ingérence poursuive un ou plusieurs buts légitimes, les auteurs démontrent qu'elle ne serait pas « nécessaire dans une société démocratique ».
En plus de ce raisonnement en trois étapes, les auteurs considèrent que le caractère dérogatoire et contraignant du régime des congrégations constitue en outre une discrimination fondée sur la religion, au sens de l'article 14 de la Convention européenne des droits de l'homme.